# Kawasaki ZX
ZX – kodowa nazwa sportowych motocykli japońskiej firmy Kawasaki Heavy Industries. Produkowane od 1988 o pojemnościach od 250 cm³ do 1400 cm³. Modele ostatniej generacji noszą przydomek Ninja.

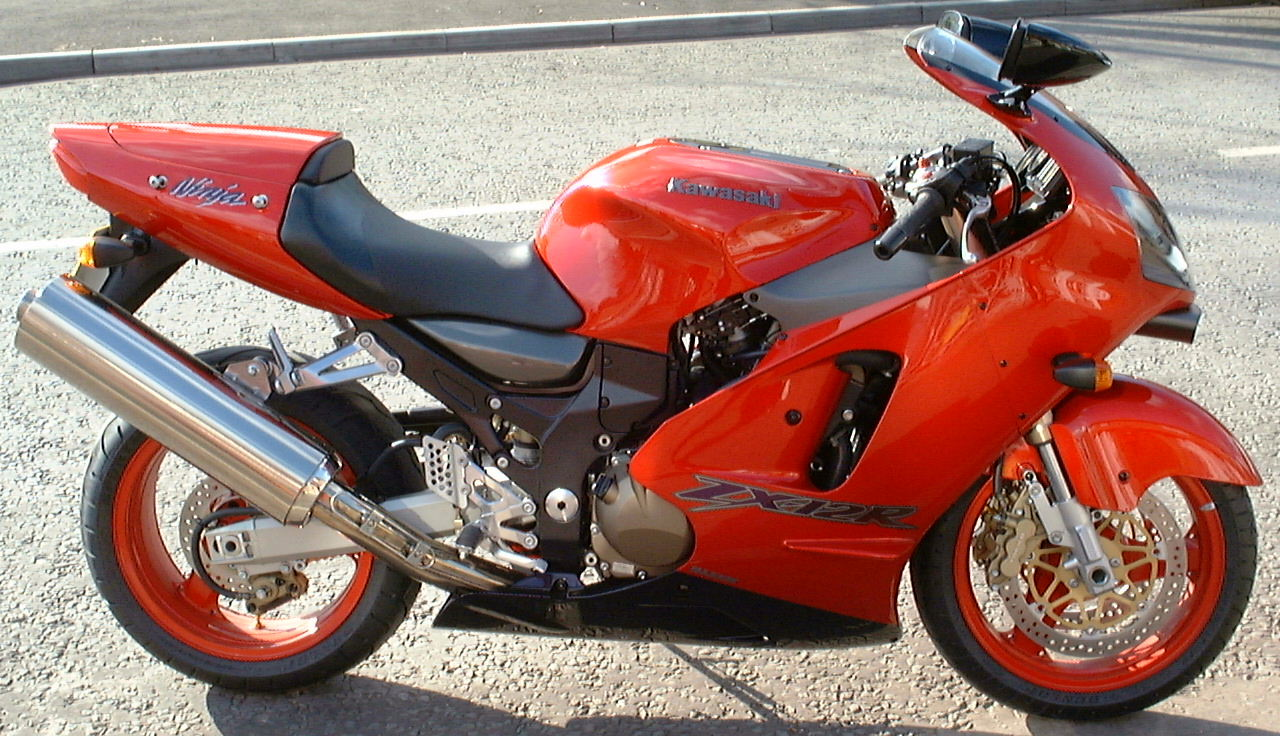
Kawasaki Ninja ZX-12R Ninja

## ZXR 250
- produkowany w latach: 1989–1999
- pojemność: 249 cm³
- liczba cylindrów: 4
- liczba zaworów na cylinder: 4
- moc: 45 KM (33,6 kW)
- moment obrotowy: 24,5 Nm
- rozmiar ogumienia: 110/70-17 (przód); 140/60-18 (tył)
- masa: 141 kg

dane według modelu z 1999 roku

## ZX 400
- produkowany w latach: 1988 i 1989
- pojemność: 398 cm³
- liczba cylindrów: 4
- liczba zaworów na cylinder: 4
- moc: 59 KM (44 kW)
- moment obrotowy: 38 Nm
- rozmiar ogumienia: 110/70-17 (przód); 140/60-18 (tył)
- masa: 152 kg

dane według modelu z 1989 roku

## ZXR 400
- produkowany w latach: 1989–2003
- pojemność: 398 cm³
- liczba cylindrów: 4
- liczba zaworów na cylinder: 4 DOHC
- moc: 65 KM (48,5 kW)
- moment obrotowy: 36,3 Nm
- rozmiar ogumienia: 120/60-17 (przód); 160/60-17 (tył)
- masa: 159 kg

dane według modelu z 2003 roku

## ZX-6R 636
- produkowany w latach: 2002–2006
- pojemność: 636 cm³
- liczba cylindrów: 4
- liczba zaworów na cylinder: 4 DOHC
- moc: 130 KM (96 kW)
- moment obrotowy: 67 Nm
- rozmiar ogumienia: 120/65-17 (przód); 180/55-17 (tył)
- masa: 161 kg

dane według modelu z 2004 roku

## ZX-6RR
- produkowany od roku: 2003
- pojemność: 599 cm³
- liczba cylindrów: 4
- liczba zaworów na cylinder: 4 DOHC
- moc: 120 KM (89,5 kW)
- moment obrotowy: 64,4 Nm
- rozmiar ogumienia: 120/65-17 (przód); 180/55-17 (tył)
- masa: 161 kg

dane według modelu z 2004 roku

## ZX-7R
- produkowany w latach: 1996–2003
- pojemność: 748 cm³
- liczba cylindrów: 4
- liczba zaworów na cylinder: 4
- moc: 122 KM (91 kW)
- moment obrotowy: 78 Nm
- rozmiar ogumienia: 120/70-17 (przód); 190/50-17 (tył)
- masa: 203 kg

dane według modelu z 2003 roku

## ZX-7RR
- produkowany w latach: 1996 i 1997
- pojemność: 748 cm³
- liczba cylindrów: 4
- liczba zaworów na cylinder: 4 DOHC
- moc: 121 KM (90,2 kW)
- rozmiar ogumienia: 120/70-17 (przód); 190/50-17 (tył)
- masa: 203 kg

dane według modelu z 1997 roku

## ZXR 750
- produkowany w latach: 1989–1995
- pojemność: 749 cm³
- liczba cylindrów: 4
- liczba zaworów na cylinder: 4 DOHC
- moc: 118 KM (88 kW)
- moment obrotowy: 80 Nm
- rozmiar ogumienia: 120/70-17 (przód); 180/55-17 (tył)
- masa: 217 kg

dane według modelu z 1995 roku

## ZX-9R
- produkowany w latach: 1994–2003
- pojemność: 899 cm³
- liczba cylindrów: 4
- liczba zaworów na cylinder: 4 DOHC
- moc: 144 KM (107,4 kW)
- moment obrotowy: 101 Nm
- rozmiar ogumienia: 120/70-17 (przód); 190/50-17 (tył)
- masa: 186 kg

dane według modelu z 2003 roku

## ZX 10
- produkowany w latach: 1987–1990
- pojemność: 997 cm³
- liczba cylindrów: 4
- liczba zaworów na cylinder: 4
- moc: 137 KM (95 kW)
- moment obrotowy: 103 Nm
- rozmiar ogumienia: 120/70-17 (przód); 160/60-18 (tył)
- masa: 261 kg

dane według modelu z 1990 roku

## ZX-10R
- produkowany od roku 2004
- pojemność: 998 cm³
- liczba cylindrów: 4
- liczba zaworów na cylinder: 4 DOHC
- moc: 185 KM (130,5 kW)
- moment obrotowy: 115 Nm
- rozmiar ogumienia: 120/70-17 (przód); 190/50-17 (tył)
- masa: 170 kg

dane według modelu z 2004 roku

## ZX-12R
- produkowany od roku 2000
- pojemność: 1199 cm³
- liczba cylindrów: 4
- liczba zaworów na cylinder: 4 DOHC
- moc: 190 KM (138,7 kW) z (Ram-Air)
- moment obrotowy: 140 Nm z (Ram-Air)
- rozmiar ogumienia: 120/70-17 (przód); 200/50-17 (tył)
- masa: 213 kg

dane według modelu z 2004 roku

## ZX-14
- produkowany od roku 2006
- pojemność: 1352 cm³
- liczba cylindrów: 4
- liczba zaworów na cylinder: 4 DOHC
- moc: 200 KM (147 kW) z (Ram-Air)
- moment obrotowy: 154 Nm z (Ram-Air)
- rozmiar ogumienia: 120/70-17 (przód); 190/50-17 (tył)
- masa: 215-218 kg

dane techniczne według modelu z 2006 roku